# Fjodor Fjodorowitsch Matjuschkin

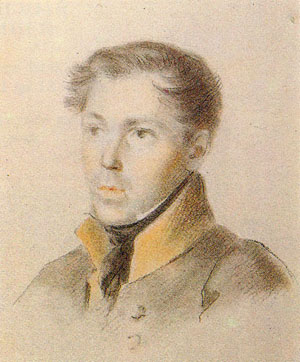
Fjodor Fjodorowitsch Matjuschkin

Fjodor Fjodorowitsch Matjuschkin (russisch Фёдор Фёдорович Матюшкин; * 21. Juli 1799 in Stuttgart, Herzogtum Württemberg; † 16. Septemberjul. / 28. September 1872greg. in St. Petersburg) war ein russischer Polarforscher und Admiral.

## Leben
Matjuschkins Vater Fjodor Iwanowitsch Matjuschkin war Rat der russischen Botschaft in Stuttgart. Nach dem frühen Tod der Eltern wurde Matjuschkin in Moskau im Pensionat der Universität Moskau erzogen. 1811 schickten ihn seine Paten auf das Lyzeum Zarskoje Selo, an dem er zusammen mit Alexander Puschkin 1817 den Abschluss machte. Darauf trat er als Kollegiensekretär (X. Rangklasse) in die Russische Flotte ein.
Matjuschkin nahm an Wassili Golownins Weltumsegelung von 1817 bis 1819 auf der von Benjamin Stuckey gebauten Sloop Kamtschatka teil.
Darauf beteiligte sich Matjuschkin an Ferdinand von Wrangels Expedition in den Norden Sibiriens zur Vermessung der Polarmeerküste östlich der Indigirkamündung von 1820 bis 1824. Matjuschkin umfuhr die Medweschji-Inseln mit dem Schlitten und kartierte sie neu. In sein Buch über die Reisen übernahm Wrangel auch zwei Berichte Matjuschkins über die Touren zu den Ufern des Großen und Kleinen Anjuis und in die Tundra östlich der Kolyma mit Beschreibung der Landschaften und der Sitten der Menschen dort. Wrangel benannte ein Kap in der von Matjuschkin beschriebenen Tschaunbucht nach Matjuschkin.
Von 1825 bis 1827 begleitete der zum Leutnant beförderte Matjuschkin wieder Wrangel auf einer Weltumsegelung.
Ab 1828 war Matjuschkin Wachoffizier im Mittelmeer-Geschwader unter dem Kommando Graf Login Heidens und nahm an der Blockade der Dardanellen teil. Er wurde Kapitänleutnant und zeichnete sich bei den Schlachten an der Insel Poros im Juni 1831 aus, als er eine Korvette unter dem Feuer der Küstenbatterien zum Angriff führte.
Als Matjuschkin 1834 nach Kronstadt zurückgekehrt war, befehligte er einige Zeit lang eine Fregatte, um dann in die Schwarzmeerflotte versetzt zu werden. Er kommandierte zunächst eine Fregatte und dann ein Linienschiff. Er kreuzte an der Kaukasus-Küste, beförderte Landungstruppen und beteiligte sich an Aktionen gegen Bergbewohner im Kaukasuskrieg (1817–1864). Er zeichnete sich 1838 bei der Einnahme von Tuapse aus, worauf er zum Kapitän 2. Ranges befördert wurde. 1840 wurde er Kapitän 1. Ranges und 1849 Konteradmiral.
Nach seiner Zurückversetzung wurde Matjuschkin Kommandeur der 3. Brigade der 3. Division der Baltischen Flotte. Während der Schleswig-Holsteinischen Erhebung kreuzte er 1850–1851 vor den Küsten Dänemarks und der Herzogtümer Schleswig und Holstein und blockierte mit Erfolg die Kieler Förde.
Matjuschkin wurde 1852 Vizedirektor des Inspektionsdepartements in St. Petersburg und beteiligte sich an der Entwicklung des neuen Marine-Statuts. Dazu war er Oberkommandierender des Sveaborger Hafens, Mitglied des Marine General-Auditoriats (Revisionsgericht), Zensor des Marine-Ministeriums und Mitglied verschiedener Komitees. 1856 folgte die Ernennung zum Vizeadmiral, und 1858 wurde er Vorsitzender des Marine-Wissenschaftskomitees. 1861 wurde er zum Senator ernannt. 1867 wurde er zum Admiral befördert.
Matjuschkin starb am 28. September 1872 in St. Petersburg und wurde in der lutherischen Abteilung des Smolensker Friedhofs begraben, um 1956 in die Nekropole der Meister der Kunst des Alexander-Newski-Klosters umgebettet zu werden.
Puschkin hatte nach dem gemeinsamen Lyzeumsabschluss Matjuschkin ein Gedicht gewidmet. Nach Puschkins Tod trat Matjuschkin dem Komitee für den Bau eines Puschkin-Denkmals bei. Auch Alexander Gorodnizki (* 1933) widmete Matjuschkin ein Gedicht und Juri Dawydow (1924–2002) eine Erzählung (1949).
Matjuschkins Namen tragen die Matjuschkin-Nunatakker.

## Ehrungen
- Russischer Orden der Heiligen Anna III. Klasse (1819), II. Klasse (1827), I. Klasse (1861)
- Orden des Heiligen Wladimir IV. Klasse (1829), Band dazu (1831), III. Klasse (1851), II. Klasse mit Schwertern (1864)
- Russischer Orden des Heiligen Georg IV. Klasse (1831)
- Sankt-Stanislaus-Orden III. Klasse (1834), I. Klasse (1853)
- Dannebrogorden (1851)